# Кабанов, Михаил Владимирович
Михаил Владимирович Кабанов (род. 11 ноября 1957, Суховерхово, Брянская область) — советский и российский актёр. Народный артист Российской Федерации (2007).

## Биография
В 1988 году окончил Высшее театральное училище имени М. С. Щепкина (курс В. И. Коршунова и Н. В. Шароновой). В том же году был принят в труппу МХАТ им. Горького.
В 2013 году окончил РАТИ-ГИТИС по специальности «режиссура драмы».
Член Общественного совета Управления на транспорте МВД России по Центральному федеральному округу.
В 2024 году был председателем жюри XXV фестиваля «Славянские театральные встречи» в Брянске.

## Награды
- Заслуженный артист Российской Федерации (23.10.1998).
- Народный артист Российской Федерации (06.08.2007)[2].

## Творчество
Играет ведущие роли в спектаклях: «Вишнёвый сад» А. Чехова — Петр Трофимов, «Лес» А. Островского — Буланов, «Дама-невидимка» П. Кальдерона — Косме, «Юбилей» А. Чехова — Шипучин, «Без вины виноватые» А. Островского — Миловзоров, «Униженные и оскорбленные» Ф. Достоевского — Маслобоев, «Прощание в июне» А. Вампилова — Репников, «Русский водевиль» («Актер» Н. Некрасова) — Стружкин, «Рюи Блаз» В. Гюго — Дон Цезарь, «Комедианты господина…» М. Булгаков — Мольер, «Мастер и Маргарита» М. Булгакова — Воланд, «Три сестры» А. Чехова — Кулыгин и др.

### Роли в театре
- Кот — М. Метерлинк «Синяя птица», реж. по возобновлению К. Градополов
- Хитрый — А. Дударев «И будет день», реж. В. Белякович
- Скай — Т. Уильямс «Французский квартал», реж. И. Головня
- Ведьма — У. Шекспир «Макбет», реж. В. Белякович
- Блюмкин — А. Яковлев «Версия Англетер», реж. Т. Доронина
- Гриша юродивый — А. Островский «Козьма Минин», реж. В. Белякович
- Пётр Трофимов — А. Чехов «Вишнёвый сад», реж. С. Данченко
- Ванечка, Аметистов — М. Булгаков «Зойкина квартира», реж. Т. Доронина
- Журден, госпожа Журден, Ковьель, Клеонт — М. Булгаков «Полоумный Журден», реж. Т. Доронина
- Шервинский — М. Булгаков «Белая гвардия», реж. Т. Доронина, Ю. Горобец
- Буланов — А. Островский «Лес», реж. Т. Доронина
- Арман, Ласюрет — Ж. Ануй «Мадам Александра», реж. Т. Доронина
- Курчаев — А. Островский «На всякого мудреца довольно простоты», реж. В. Станицын
- Кулыгин — А. Чехов «Три сестры», реж. Т. Доронина, Л. Губанов
- От автора — А. Пушкин «Одна любовь души моей», реж. Т. Доронина
- Жук, Петруха — В. Распутин «Прощание с Матерой», реж. А. Борисов
- Косме — П. Кальдерон «Дама-невидимка», реж. Т. Доронина
- Шипучин — А. Чехов «Юбилей», реж. Э.Лотяну
- Миловзоров — А. Островский «Без вины виноватые», реж. Т. Доронина
- Маслобоев — Ф. Достоевский «Униженные и оскорбленные», реж. Т. Доронина
- Наркис — А. Островский «Горячее сердце», реж. В. Белякович
- Фабьо — Л. де Вега «Глупая для других, умная для себя», реж. В. Иванов
- Лукошкин — Ю. Поляков «Заложники любви, или халам-бунду», реж. С. Кутасов
- Медведев — М. Горький «На дне», реж. В. Белякович
- Репников — А. Вампилов «Прощание в июне», реж. Т. Доронина
- Платогон — В. Гауф «Сокровища Петера», реж. С. Харлов
- Стружкин — Н. Некрасов «Русский водевиль», реж. Т. Доронина
- Дон Цезарь — В. Гюго «Рюи Блаз», реж. В. Бейлис
- Мольер — М. Булгаков «Комедианты Господина», реж. Т.Доронина
- Воланд — М. Булгаков «Мастер и Маргарита», реж. В. Белякович
- Сэр Питер Тизл — Р. Шеридан «Школа злословия», реж. В.Бейлис
- Юродивый Фома - Е.Водолазкин "Лавр", реж. Э.В. Бояков

### Фильмография
- 1990 — Далеко-далече — Павел, бывший муж Ксении
- 1991 — Мигранты
- 1998 — День полнолуния — эпизод
- 2001 — Канун весны / Przedwiośnie (Польша, Германия) — командир патруля на Красной площади
- 2001 — Сыщики-1: Фильм 10 — Дом, где исчезают мужья — Сеновалов